# 毛里齐奥·曼内利
毛里齐奥·曼内利（義大利語：Maurizio Mannelli，1930年1月1日—2014年5月22日），意大利前男子水球运动员。他曾代表意大利国家队参加1952年夏季奥林匹克运动会水球比赛，结果获得铜牌。